# Permease

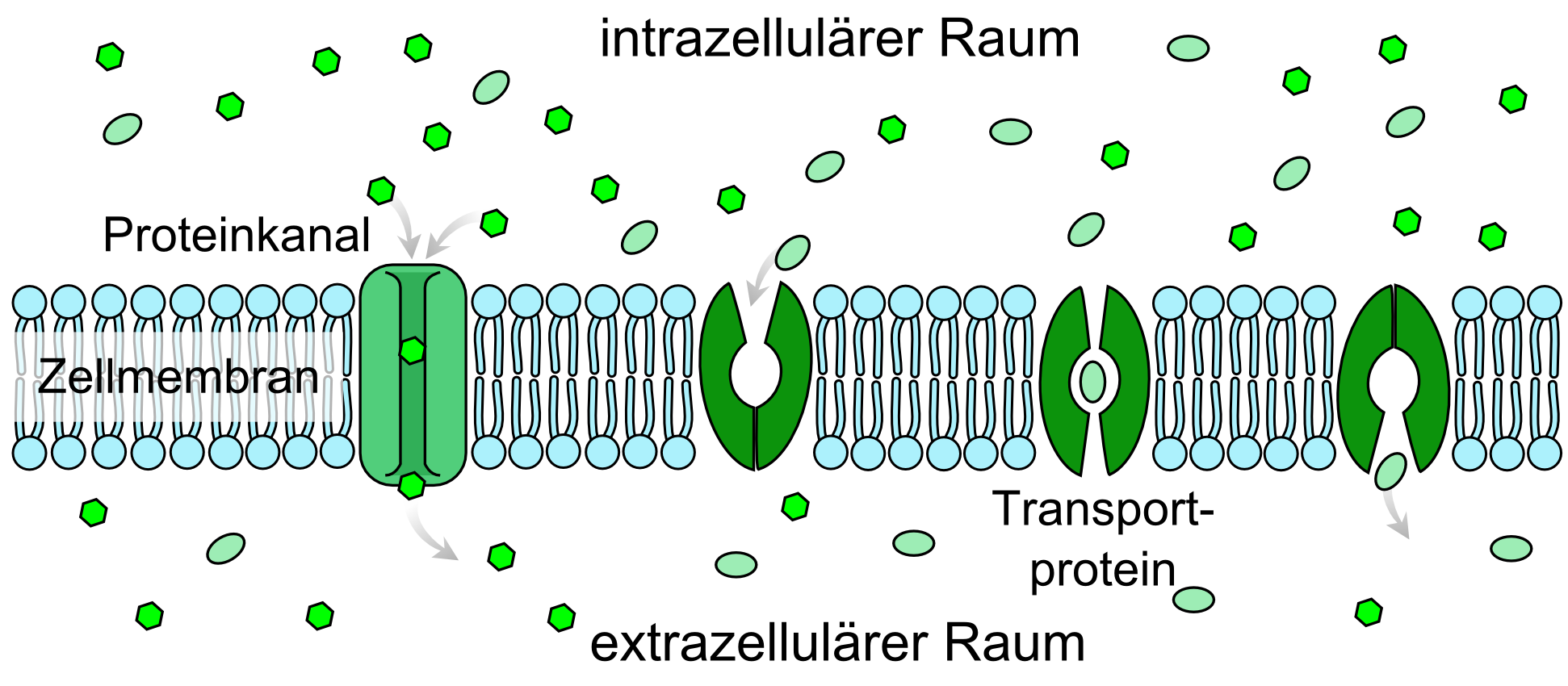
Erleichterte Diffusion in der Zellmembran, zeigt Ionenkanal und Permease

Permeasen sind Proteine, die passiv Moleküle oder Ionen durch die Zellmembran transportieren. Sie sind ATP-unabhängig. Evolutionär sind Permeasen eine heterogene Gruppe, das heißt, sie wurden von der Evolution viele Male neu erfunden und können daher nur anhand einer langen Auflistung erschöpfend erfasst werden. Permeasen gehören zu den Transportproteinen.
Zellen tauschen ständig Stoffe mit ihrer Umgebung aus. Normalerweise ist die Zellmembran nicht durchlässig für die meisten Substanzen (insbesondere polare Stoffe wie Ionen oder größere Moleküle wie Glucose (= selektiv-permeabel)). Damit diese trotzdem durch die Zellmembran transportiert werden können, werden so genannte Permeasen gebildet.
Diese Proteine sind in die Zellmembran eingebettet und verbinden das Zellinnere mit der Außenwelt, so dass Stoffe ausgetauscht werden können. Weil das Protein durch die Membran hindurch reicht, werden solche Moleküle Transmembranproteine oder auch „Integrale Proteine“ genannt. Der Begriff Permease wird nur noch in Zusammenhang mit Enzymen wie Lactose-Permease verwendet und ist dort ein Synonym für Transporter.
Diese Art des Transports wird als sekundär aktiver Transport bezeichnet. Das heißt, dass die aufzuwendende Energie nicht aus der Hydrolyse von ATP stammt. Als Energiequelle dient ein Konzentrationsgradient einer anderen, gleichzeitig transportierten Substanz. Am häufigsten wird hierzu ein Natriumionen- oder Protonengradient genutzt. Manche Permeasen transportieren Substanzen auch passiv, wenn diese ein entsprechendes Konzentrationsgefälle in Transportrichtung aufweisen. Diese Transportart ist ebenso ein Co-Transport, da zwei verschiedene Substanzen zugleich transportiert werden. Siehe Protonenpumpe.
In Prokaryoten wird die Biosynthese von Permeasen oft durch sogenannte Operons kontrolliert. Das heißt, dass die Zelle die Permeasen erst dann herstellt, wenn diese benötigt werden. Durch ein solches Operon wird dann die Herstellung der Permease eingeleitet.
Eine bekannte Permease ist die LacY und kommt in der Zellmembran von Bakterien vor. Sie ermöglicht den Transport von Lactose in das Zellinnere (siehe lac-Operon).